# Биннс, Майкл
Майкл Джордж Биннс (англ. Michael George Binns; 12 августа 1988, приход Кларендон, Ямайка) — ямайский футболист, полузащитник. Выступал за сборную Ямайки.

## Клубная карьера
Во взрослом футболе дебютировал в 2007 году за команду «Рено». В 2009 году перешёл в клуб «Портмор Юнайтед», цвета которого защищал до 2016 года. В 2012 году в составе команды стал чемпионом Ямайки.
Во второй половине 2016 года выступал за клуб американской лиги USL «Уилмингтон Хаммерхэдс», за который провёл 9 матчей и забил один гол.
В 2017 году снова вернулся в «Портмор Юнайтед». За клуб он провёл 14 матчей, в которых забил 6 голов. Также Биннс провёл 2 матча в Карибском клубном чемпионате 2017, а его клуб занял третье место и таким образом квалифицировался на Лигу КОНКАКАФ 2017.
22 января 2018 года подписал контракт с клубом USL «Талса Рафнекс».

## Карьера в сборной
27 мая 2016 года Биннс дебютировал за сборную Ямайки в товарищеском матче против Чили (2:1), выйдя на замену на 87 минуте. В том же году был вызван в сборную на Кубок Америки. На этом турнире Биннс выходил на замену во всех трёх матчах группового этапа против Венесуэлы, Мексики и Уругвая. В 2017 году футболист был вызван в сборную на Золотой кубок КОНКАКАФ. На данном турнире Биннс принял участие в пяти матчах своей сборной, преимущественно выходя на замену, а его сборная вышла в финал турнира, в котором уступила США со счётом 2:1.

## Достижения
- Чемпион Ямайки (2): 2011/2012, 2017/2018